# Lchagwasürengijn Otgonbaatar
Lchagwasürengijn Otgonbaatar (mong. Лхагвасүрэнгийн Отгонбаатар; ur. 20 stycznia 1993) – mongolski judoka i sambista. Dwukrotny olimpijczyk. Zajął piąte miejsce w Rio de Janeiro 2016 i dziewiąte w Tokio 2020. Walczył w wadze średniej i półciężkiej. 
Brązowy medalista mistrzostw świata w 2018; uczestnik zawodów w 2015, 2017, 2019 i 2021, a także trzeci w drużynie w 2015. Brązowy medalista igrzysk azjatyckich w 2014 i 2018. Triumfator mistrzostw Azji w 2019. Wicemistrz świata w sambo w 2014 roku.

## Letnie Igrzyska Olimpijskie 2016
| Konkurencja | Eliminacje              | Eliminacje             | Eliminacje                  | Repasaże                   | Finały                | Klas. końcowa |
| Konkurencja | Przeciwnik I            | Przeciwnik II          | Przeciwnik III              | Przeciwnik I               | o 3 miejsce           | Miejsce       |
| ----------- | ----------------------- | ---------------------- | --------------------------- | -------------------------- | --------------------- | ------------- |
| 90 kg       | Noël van ’t End (NED) Z | Asley González (CUB) Z | Warlam Liparteliani (GEO) P | Məmmədəli Mehdiyev (AZE) Z | Cheng Xunzhao (CHN) P | 5.            |

## Letnie Igrzyska Olimpijskie 2020
| Konkurencja | Eliminacje               | Eliminacje             | Klas. końcowa |
| Konkurencja | Przeciwnik I             | Przeciwnik II          | Miejsce       |
| ----------- | ------------------------ | ---------------------- | ------------- |
| +100 kg     | Grigori Minaškin (EST) Z | Peter Paltchik (ISR) P | 9.            |